# إشاعة القرش
إشاعة القرش (بالإنجليزية: Shark Tale) هو فيلم كوميدي تم إنتاجه في الولايات المتحدة وصدر في سنة 2004. من بطولة ويل سميث وروبرت دي نيرو ورينيه زيلويغر وأنجلينا جولي وجاك بلاك.

## القصة
فيلم كرتوني يحكي قصة سمكة صغيرة يدعى اوسكار (ويل سميث)، يصبح بطل عندما ينسب إلى نفسه المقتل العرضي لإحدى أسماك القرش البيضاء الضخمة. ولكن القرش القتيل هو ابن زعيم عملاق اسمه دون لينو(روبيرت دي نيرو) ولديه أخ أصغر لا يأكل إلا النباتات اسمه لني(جاك بلاك)الذي لا يريد أن يتدخل في أمور العائلة وسرعان ما تبدأ كذبة اوسكار بالارتداد عليه عندما يقرر والد القرش القتيل البحث عنه والقضاء عليه.

## الميزانية والإيرادات
بلغت تكلفة إنتاج الفيلم حوالي 75 مليون دولار بينما حقق أرباحا تقدر بـ 367.3 مليون دولار.

## وصلات خارجية
- إشاعة القرش على موقع IMDb (الإنجليزية)
- إشاعة القرش على موقع ميتاكريتيك (الإنجليزية)
- إشاعة القرش على موقع روتن توميتوز (الإنجليزية)
- إشاعة القرش على موقع نتفليكس (الإنجليزية)
- إشاعة القرش على موقع ألو سيني (الفرنسية)
- إشاعة القرش على موقع Turner Classic Movies (الإنجليزية)
- إشاعة القرش على موقع أول موفي (الإنجليزية)
- إشاعة القرش على موقع بوكس أوفيس موجو (الإنجليزية)
- إشاعة القرش على موقع فيلمافينيتي (الإسبانية)
- إشاعة القرش على موقع قاعدة بيانات الأفلام السويدية (السويدية)